# Siewierz
Siewierz (deutsch Sewerien oder Severien) ist eine Stadt in der Landgemeinde Siewierz im Powiat Będziński der Woiwodschaft Schlesien in Polen.

## Geschichte

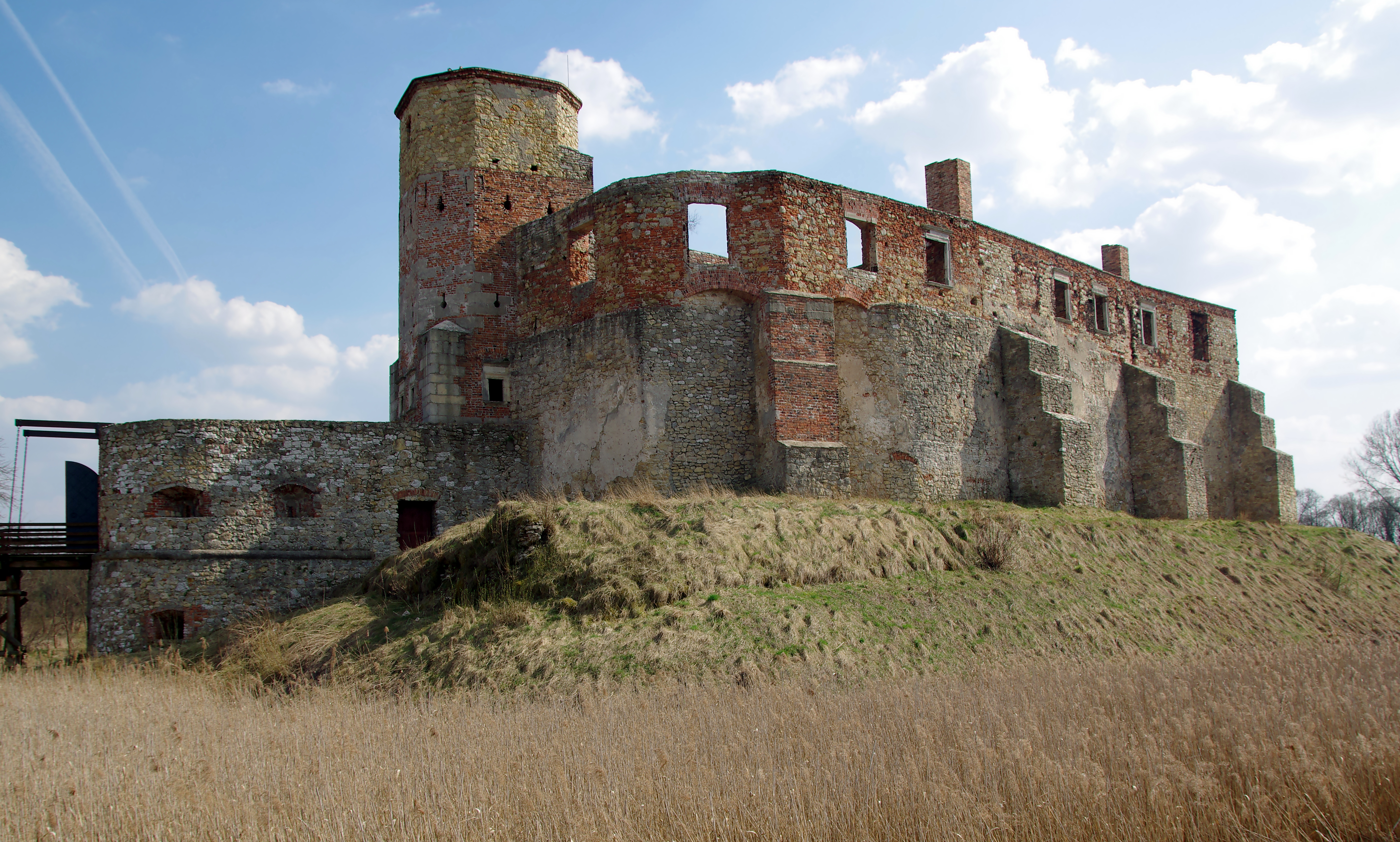
Burg Siewierz

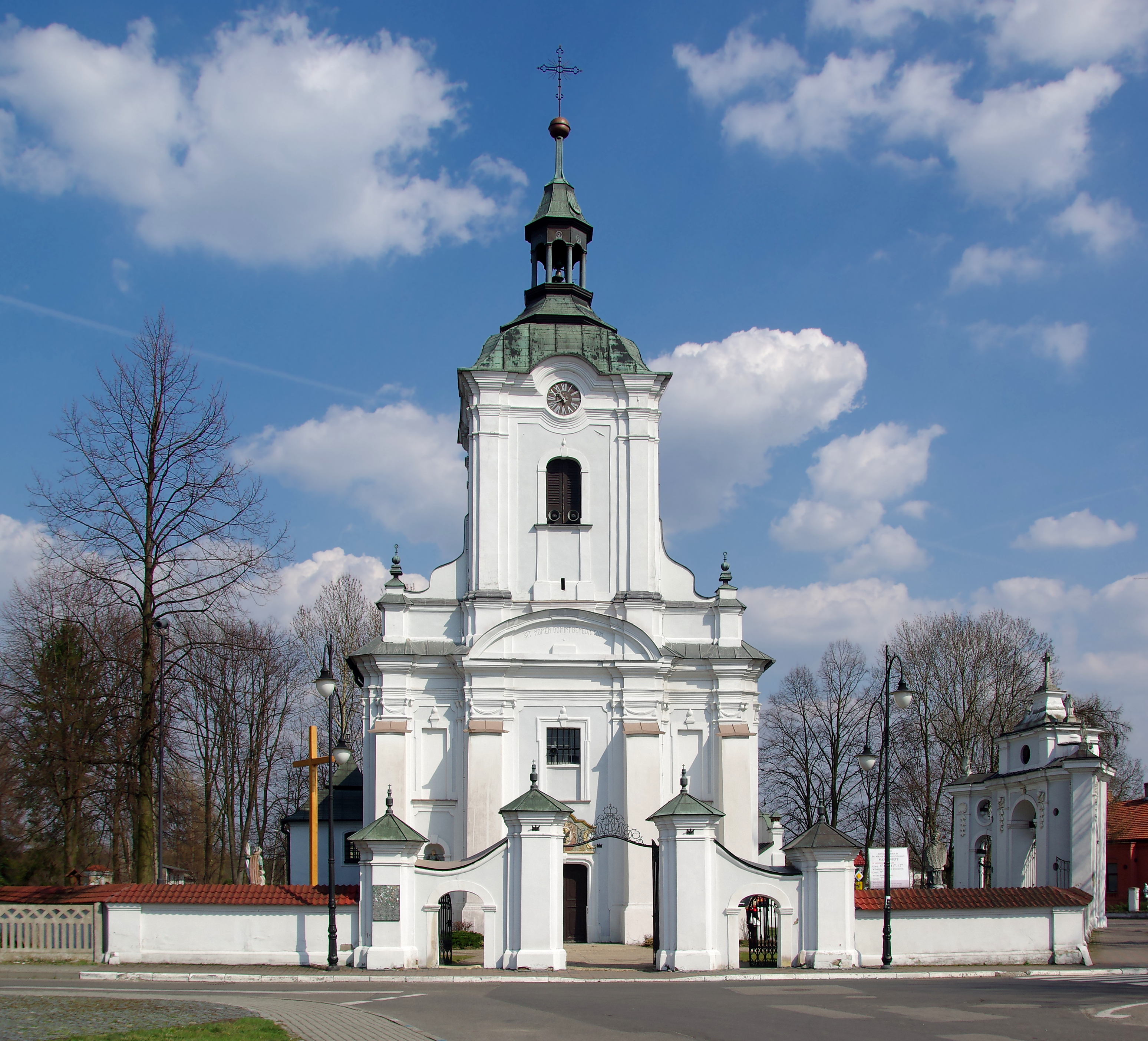
Matthiaskirche

Siewierz wurde 1125 erstmals urkundlich erwähnt. Im Jahr 1177 belehnte Kasimir II. Mieszko I. mit der Stadt. 1241 wurde die Stadt von den Mongolen bis auf die Grundmauern niedergebrannt.
1276 erhielt Siewierz Stadtrechte. Am 26. Februar 1289 fand vor den Toren der Stadt eine Schlacht statt, in der Władysław I. Ellenlang die Truppen des Herzogs Heinrich IV. schlug.
1337 verkaufte Herzog Wladislaus von Beuthen und Kosel das Herzogtum Sewerien an den Teschener Herzog Kasimir I. Am 30. Dezember 1443 erwarb es der Krakauer Bischof Zbigniew Oleśnicki. Der Kaufpreis betrug 6000 Prager Groschen. Die Stadt wurde Sitz der Bischöfe von Krakau, die danach den Titel eines Herzog von Siewierz führten. Das Herzogtum war nicht Teil Polens. In der Folge wurde ein Schloss als Herzogssitz erbaut.
1790 wurde das Herzogtum Siewierz kurzzeitig Teil des Königreichs Polen. 1795 wurde Siewierz von Preußen im Rahmen der Dritten Teilung Polens annektiert und Hauptstadt der neugebildeten Provinz Neuschlesien. 1800 verlor Siewierz den Bischofssitz.
In den Napoleonischen Kriegen stellte Napoleon Bonaparte 1807 das Herzogtum Siewierz wieder her und belieh seinen Marschall Jean Lannes mit dem Herzogtum. Nach den Befreiungskriegen kam die Stadt zu Kongresspolen.
Die Stadt verlor in der Folge kontinuierlich an Bedeutung und verlor 1870 die Stadtrechte. Von 1954 bis 1957 war Siewierz Sitz einer Gromada. Ab dem 1. Januar 1958 erhielt Siewierz den Status einer Osiedle. Am 18. Juli 1962 erhielt sie wieder den Stadtstatus.
Von 1975 bis 1998 gehörte die Stadt zur Woiwodschaft Katowice.

## Wirtschaft und Verkehr
In der ortsansässigen Industrie werden unter anderem Haushaltsgeräte wie Waschmaschinen und Wäschetrockner hergestellt. Auch Betriebe der Kunststofftechnik und anderer Branchen haben Siewierz zu ihrem Produktionsstandort gewählt. 
Der Bahnhof Siewierz an der Bahnstrecke Tarnowskie Góry–Zawiercie hat seit 2023 wieder Personenverkehr.

## Städtepartnerschaften
Partnerstadt ist Edelény in Ungarn.

## Gemeinde

### Geographie
Die Gemeinde hat eine Flächenausdehnung von 115,00 km². 55 % des Gemeindegebiets werden landwirtschaftlich genutzt, 30 % sind mit Wald bedeckt.

### Gemeindegliederung
Zu der Gemeinde gehören die Sołectwa (Schulzenämter) Brudzowice, Dziewki, Gołuchowice, Leśniaki, Nowa Wioska, Podwarpie, Tuliszów, Warężyn, Wojkowice Kościelne, Żelisławice.